# Mafinga Central
Mafinga Central é o ponto mais alto das Mafinga Hills, na fronteira Malawi-Zâmbia. Com 2339 m de altitude, é muito provavelmente a mais alta montanha da Zâmbia. É facilmente acedida pela localidade de Chisenga, no lado do Malawi.
O rio Luangwa, um dos mais importantes da Zâmbia, nasce perto.